# Liste der denkmalgeschützten Objekte in Straß im Straßertale
Die Liste der denkmalgeschützten Objekte in Straß im Straßertale enthält die 18 denkmalgeschützten, unbeweglichen Objekte der Gemeinde Straß im Straßertale.

## Denkmäler
| Foto |                 | Denkmal | Standort                                              | Beschreibung | Metadaten |
| ---- | --------------- | --- | ----------------------------------------------------- | --- | --- |
| ja   | Datei hochladen | Kath. Filialkirche hl. Margarete HERIS-ID: 49653 Objekt-ID: 53603                                                | gegenüber Kirchengasse 58 Standort KG: Elsarn         | Die um 1784 errichtete Filialkirche (Patrozinium: hl. Margarete) liegt im Osten von Elsarn dominierend über dem Ort. Der rechteckige josephinischer Saalbau mit eingezogener Apsis hat über der westlichen Giebelfront einen Dachreiter und nördlich eine Sakristei aus dem späten 19. Jahrhundert. Der Portalvorbau wurde 1957 errichtet. Der dreijochige Innenraum des Langhauses ist kreuzgratgewölbt. Im Westen erhebt sich über einem gedrückten Bogen eine Orgelempore. Eine Glasmalerei in der Kirche ist mit 1903 bezeichnet. Der Altar verfügt über ein Tabernakel und Zopfdekor. Er stammt aus der Zeit um 1800. Die Orgel wurde von Johann M. Kaufmann 1907 gebaut. | BDA-Hist.: Q24711442 Status: § 2a Stand der BDA-Liste: 2025-06-30 Name: Kath. Filialkirche hl. Margarete GstNr.: 233/1 Filialkirche Elsarn im Straßertale                                                            |
| ja   | Datei hochladen | Ehem. Pfarrkirche, sog. Allerheiligenkirche und archäologisches Umfeld HERIS-ID: 77092 Objekt-ID: 90696seit 2013 | Ferdinand-Maglock-Weg 142 Standort KG: Straß          | Die ehemalige Pfarrkirche wurde 1787 zu einem Wohnhaus umgebaut. Ein großer Teil der gotischen Bausubstanz des 14. Jahrhunderts ist noch erhalten, ebenso Reste der mittelalterlichen Kirchhofmauer. | BDA-Hist.: Q38148440 Status: Bescheid Stand der BDA-Liste: 2025-06-30 Name: Ehem. Pfarrkirche, sog. Allerheiligenkirche und archäologisches Umfeld GstNr.: 2931, 2932 Ehemalige Pfarrkirche Straß im Straßertale     |
| ja   | Datei hochladen | Ehem. Guts- und Gasthof HERIS-ID: 67055 Objekt-ID: 79992                                                         | Herrengasse 82 Standort KG: Straß                     | Der zweigeschoßige ehemalige Gutshof und Einkehrgasthof der Herrschaft Verdenberg folgt der Straßenbiegung mit zwei Rücksprüngen. Er verfügt über einen langen eingeschoßigen Hofflügel mit Greden. Der Baukern geht auf das 17. Jahrhundert zurück. Die Fassade ist durch Putzbänder und Fenstergitter aus der Zeit um 1780 schlicht gegliedert. | BDA-Hist.: Q38115355 Status: Bescheid Stand der BDA-Liste: 2025-06-30 Name: Ehem. Guts- und Gasthof GstNr.: 136/2 Straß Herrengasse 82                                                                               |
| ja   | Datei hochladen | Ehem. Bürgerspitalskapelle HERIS-ID: 67056 Objekt-ID: 79993                                                      | Herrengasse 86 Standort KG: Straß                     | Die ehemalige Bürgerspitalskapelle wird seit 1966 als Aufbahrungshalle genutzt. Der zweijochige Bau stand ehemals in direkter Verbindung mit dem Spital. Die Kapelle hat außen eine gotisierende Fassade zwischen abgetreppten Giebelschrägen aus dem späten 19. Jahrhundert. Der Innenraum verfügt über Kreuzgrat- und Platzlgewölbe aus dem 17./18. Jahrhundert. Der Altar ist mit einem Volutenretabel mit gesprengtem Segmentbogengiebel ausgestattet. An dem gegen Ende des 18. Jahrhunderts angefertigten Altarblatt ist ein Bildnis von Johannes dem Täufer zu sehen. | BDA-Hist.: Q38115366 Status: § 2a Stand der BDA-Liste: 2025-06-30 Name: Ehem. Bürgerspitalskapelle GstNr.: 187/1 Bürgerspitalskapelle Straß im Straßertale                                                           |
| ja   | Datei hochladen | Fassbinder- und Weinbaumuseum HERIS-ID: 98214 Objekt-ID: 114112                                                  | Langenloiser Straße 199 Standort KG: Straß            | In der ehemaligen Werkstätte der Fassbinderfamilie Schmid wird die Fasserzeugung Schritt für Schritt vorgestellt. Die Werkstätte ist noch in seinem ursprünglichen Zustand. Ein Venezianer-Gatter kann in Funktion beobachtet werden. | BDA-Hist.: Q37771642 Status: § 2a Stand der BDA-Liste: 2025-06-30 Name: Fassbinder- und Weinbaumuseum GstNr.: 577/2, 576/2, 576/3                                                                                    |
| ja   | Datei hochladen | Figurenbildstock hl. Florian HERIS-ID: 67058 Objekt-ID: 79995                                                    | Marktplatz Standort KG: Straß                         | Südlich vom Marktplatz steht am Gscheinzbach eine Statue des hl. Florian aus dem frühen 19. Jahrhundert. | BDA-Hist.: Q38115376 Status: § 2a Stand der BDA-Liste: 2025-06-30 Name: Figurenbildstock hl. Florian GstNr.: 3528/2 Straß im Straßertale Statue Florian von Lorch                                                    |
| ja   | Datei hochladen | Figurenbildstock hl. Johannes Nepomuk HERIS-ID: 67059 Objekt-ID: 79996                                           | Marktplatz Standort KG: Straß                         | Südlich vom Marktplatz steht am Gscheinzbach eine Statue des hl. Johannes Nepomuk aus dem frühen 19. Jahrhundert. | BDA-Hist.: Q38115385 Status: § 2a Stand der BDA-Liste: 2025-06-30 Name: Figurenbildstock hl. Johannes Nepomuk GstNr.: 3528/2                                                                                         |
| ja   | Datei hochladen | Ehem. Springermühle, Weingut Huber HERIS-ID: 45378 Objekt-ID: 46692                                              | Marktplatz 16 Standort KG: Straß                      | Die ehemalige Springermühle war ab 1459 im Besitz der Familie Springer. 1890 wurde daraus durch die Heirat einer Springer-Tochter der Gutshof Huber. | BDA-Hist.: Q38015428 Status: Bescheid Stand der BDA-Liste: 2025-06-30 Name: Ehem. Springermühle, Weingut Huber GstNr.: 159                                                                                           |
| ja   | Datei hochladen | Rathaus/Gemeindeamt HERIS-ID: 67053 Objekt-ID: 79990                                                             | Marktplatz 18 Standort KG: Straß                      | Das zweigeschoßige, im Jahr 1894 erbaute Rathaus hat eine Ortsteingliederung und einen übergiebelten Mittelrisalit. | BDA-Hist.: Q38115337 Status: § 2a Stand der BDA-Liste: 2025-06-30 Name: Rathaus/Gemeindeamt GstNr.: 154 |
| ja   | Datei hochladen | Kath. Pfarrkirche Mariae Himmelfahrt HERIS-ID: 50675 Objekt-ID: 55896                                            | bei Marktplatz 32 Standort KG: Straß                  | Die an der Südostecke des Marktplatzes gelegene Pfarrkirche Maria Himmelfahrt ist eine frühbarocke Saalkirche mit Querschiff, die von 1638 bis 1646 errichtet wurde. Sie ist nach Süden ausgerichtet und hat einen an das Presbyterium westlich angestellten Kirchturm. Die Loretokapelle wurde 1666 gebaut. Das Langhaus ist durch Rundbogenfenster in stuckierten Rahmenfeldern geöffnet. Die gesamte Außenfront zeigt eine scheinarchitektonische Gliederung mit korinthischen Riesensäulen, verkröpftem Gebälk und Balustrade. Westlich ist die durch ein Pultdach gedeckte Loretokapelle angebaut und östlich eine eingeschoßige Kapelle. Der Chor ist zweijochig und gerade geschlossen. Der dreigeschoßige Turm im westlichen Chorwinkel wird von einer barocken Zwiebelhaube bekrönt. | BDA-Hist.: Q24711433 Status: § 2a Stand der BDA-Liste: 2025-06-30 Name: Kath. Pfarrkirche Mariae Himmelfahrt GstNr.: 141 Pfarrkirche Straß im Straßertale                                                            |
| ja   | Datei hochladen | Pfarrhof HERIS-ID: 50674 Objekt-ID: 55894                                                                        | Marktplatz 33 Standort KG: Straß                      | Der aus der Zeit um 1900 stammende Pfarrhof von Straß ist dem Marktplatz südöstlich eingestellt. | BDA-Hist.: Q38041556 Status: § 2a Stand der BDA-Liste: 2025-06-30 Name: Pfarrhof GstNr.: 149 |
| ja   | Datei hochladen | Marienbrücke/Kaisersteg und Figurenbildstock Maria Immaculata HERIS-ID: 59436 Objekt-ID: 70725                   | bei Marktplatz 33 Standort KG: Straß                  | Gegenüber dem Pfarrhof führt eine Doppelbogenbrücke aus dem 18. Jahrhundert, der sogenannte Kaisersteg, über den Gscheinzbach. Am Mittelpfeiler steht auf einem Postament eine Statue der hl. Maria Immaculata. Ihr gegenüber ist eine Laternenpyramide zu sehen. | BDA-Hist.: Q38087274 Status: § 2a Stand der BDA-Liste: 2025-06-30 Name: Marienbrücke/Kaisersteg und Figurenbildstock Maria Immaculata GstNr.: 3528/2, 3527/3, 3597/1 Marienbrücke - Kaisersteg, Straß im Straßertale |
| ja   | Datei hochladen | Pranger HERIS-ID: 78314 Objekt-ID: 91973                                                                         | Marktplatz 169 Standort KG: Straß                     | Der Pranger am Marktplatz von Straß hat einen achtseitigen Schaft mit muschelförmiger Bekrönung und hoher Rundapsis. Er wurde in der zweiten Hälfte des 17. Jahrhunderts errichtet. | BDA-Hist.: Q38151910 Status: § 2a Stand der BDA-Liste: 2025-06-30 Name: Pranger GstNr.: 3527/3 |
| ja   | Datei hochladen | Wegkapelle hl. Johannes Nepomuk HERIS-ID: 67060 Objekt-ID: 79997                                                 | Langenloiser Straße 199, gegenüber Standort KG: Straß | Am westlichen Ortsausgang befindet sich eine mit 1722 bezeichnete Johannes-Nepomuk-Wegkapelle. Der rechteckige Bau hat eine weite Öffnung, einen geschweiften Knickgiebel auf ionischen Pilastern, im Giebelfeld ein Stuckrelief mit Engeln und einem die Tuba blasenden Genius sowie eine Volutenkartusche und Rahmendraperie. Innen sind Stuckreliefs mit Gitter- und Bandlwerkrahmungen zu sehen. Eine Darstellung zeigt den hl. Johannes Nepomuk vor dem König, seine Marter und den Brückensturz. Die Statue des Heiligen ruht auf einer ausschwingenden Basis. Davor steht ein zylinderförmiger Opferstock. | BDA-Hist.: Q38115395 Status: Bescheid Stand der BDA-Liste: 2025-06-30 Name: Wegkapelle hl. Johannes Nepomuk GstNr.: 487/1 Wegkapelle Johannes Nepomuk Straß im Straßertale                                           |
| ja   | Datei hochladen | Fundzone Straßfeld HERIS-ID: 45328 Objekt-ID: 46620                                                              | Straßfeld Standort KG: Straß                          | Archäologische Fundstätte | BDA-Hist.: Q38015138 Status: Bescheid Stand der BDA-Liste: 2025-06-30 Name: Fundzone Straßfeld GstNr.: 186/1, 657/1, 657/2, 657/3, 657/4, 657/5, 657/6, 657/7, 657/8, 657/9, 657/10, 657/12, 657/13, 657/14, 657/15  |
| ja   | Datei hochladen | Figurenbildstock hl. Donatus HERIS-ID: 67098 Objekt-ID: 80035                                                    | Standort KG: Straß                                    | Nordöstlich des Ortes steht in den Weinbergen eine Statue des hl. Donatus. Am geschweiften Postament ist ein Winzeremblem zu sehen sowie die inschriftliche Bezeichnung mit 1753. | BDA-Hist.: Q38115465 Status: § 2a Stand der BDA-Liste: 2025-06-30 Name: Figurenbildstock hl. Donatus GstNr.: 3586/1                                                                                                  |
| ja   | Datei hochladen | Burgruine Falkenberg HERIS-ID: 67157 Objekt-ID: 80101                                                            | Standort KG: Straß                                    | Die Burgruine liegt markant über dem nördlichen Ende des Straßertales. Die Burg wurde in der zweiten Hälfte des 12. Jahrhunderts durch Rapoto I. von Falkenberg errichtet. 1299 wurde sie zerstört. Die steil aufragenden Mauerreste der spätromanischen, ehemals zweigeschoßigen Kapelle verfügen über Rundvorlagen auf Kelchkonsolen und Gewölbeanläufen. Von der polygonalen Apsis ist die Nordkante erhalten. Zum Teil sind noch Reste der Grundmauern, des Walls, des Grabens und der Ringmauer erkennbar. | BDA-Hist.: Q38115629 Status: Bescheid Stand der BDA-Liste: 2025-06-30 Name: Burgruine Falkenberg GstNr.: 3029/1 Burgruine Falkenberg                                                                                 |
| ja   | Datei hochladen | Ehem. Wasserschloss HERIS-ID: 35281 Objekt-ID: 33967                                                             | Schloßstraße 5 Standort KG: Wiedendorf                | Das ehemalige Wasserschloss in Wiedendorf stammt im Kern aus dem 16. Jahrhundert. Erstmals urkundlich erwähnt wurde es im Jahre 1435 und wechselte oft die Besitzer. 1934 wurde der Osttrakt aufgestockt. 1968/1969 erfolgte ein Um- und Neubau sowie eine Restaurierung des alten Bestandes. Die zweigeschoßige Vierseitanlage hat im Erdgeschoß Fensterrahmungen mit gedrehten Sockelchen und gekehlten Sohlbänken, im Obergeschoß Fensterfaschen mit Muschelkeilsteinen und gekehlten Sohlbänken. An der östlichen Schmalseite des Eingangstraktes befindet sich eine Blendsäule mit Volutenkapitell und Kämpfer mit einem weiten, gekuppelten Blendbogen, einer ehemaligen Loggia des 17. Jahrhunderts (?). Die tonnengewölbte Durchfahrt mit angeputzten Netzgraten stammt aus dem zweiten Viertel des 16. Jahrhunderts. Von der ehemaligen Zugbrücke sind die Rollen erhalten. Im Hof liegen an einer Seite kreuzgratunterwölbte Erdgeschoßarkaden auf Quaderpfeilern. Innen gibt es im Erdgeschoß Kreuzgrat- und Tonnengewölbe. | BDA-Hist.: Q37962962 Status: Bescheid Stand der BDA-Liste: 2025-06-30 Name: Ehem. Wasserschloss GstNr.: 15 Schloss Wiedendorf                                                                                        |